# 2004 no cinema
Filmes em 2004 é uma visão geral dos eventos, incluindo os filmes de maior bilheteria, cerimônias de premiação, festivais, uma lista de filmes lançados específicos de cada país, mortes notáveis e estreias cinematográficas. Shrek 2 foi o filme de maior bilheteria do ano e Million Dollar Baby ganhou o Oscar de Melhor Filme.

## Maiores Bilheterias do cinema em 2004
Os dez filmes mais lançados em 2004 por arrecadação mundial são os seguintes:
| Ranque | Título                                   | Distribuidor             | Bilheteria global |
| ------ | ---------------------------------------- | ------------------------ | ----------------- |
| 1      | Shrek 2                                  | DreamWorks               | US$ 935,454,538   |
| 2      | Harry Potter and the Prisoner of Azkaban | Warner Bros.             | US$ 798,076,924   |
| 3      | Spider-Man 2                             | Sony Pictures / Columbia | US$ 783,766,341   |
| 4      | The Incredibles                          | Buena Vista              | US$ 631,442,092   |
| 5      | The Passion of the Christ                | Icon / Newmarket         | US$ 611,486,736   |
| 6      | The Day After Tomorrow                   | 20th Century Fox         | US$ 552,639,571   |
| 7      | Meet the Fockers                         | Universal / DreamWorks   | US$ 522,657,936   |
| 8      | Troy                                     | Warner Bros.             | US$ 497,409,852   |
| 9      | Shark Tale                               | DreamWorks               | US$ 374,583,879   |
| 10     | Ocean's Twelve                           | Warner Bros.             | US$ 362,744,280   |

## Premiações
- Prêmios Globo de Ouro de 2004
- Oscar 2004

## Nascimentos
| Data           | Nome            | Profissão                         | Nacionalidade  | Observações | Ref |
| -------------- | --------------- | --------------------------------- | -------------- | ----------- | --- |
| 5 de janeiro   | Ahn Ji-ho       | ator                              | Coreia do Sul  |             |     |
| 17 de janeiro  | Harry Collett   | ator                              | Reino Unido    |             |     |
| 8 de março     | Kit Connor      | ator                              | Reino Unido    |             |     |
| 4 de julho     | Alex R. Hibbert | ator                              | Estados Unidos |             |     |
| 29 de Julho    | Kíria Malheiros | atriz                             | Brasil         |             |     |
| 14 de agosto   | Marsai Martin   | atriz e produtora cinematográfica | Estados Unidos |             |     |
| 16 de Novembro | Jack Champion   | ator                              | Estados Unidos |             |     |
| 9 de Dezembro  | Nico Parker     | atriz                             | Reino Unido    |             |     |

## Mortes

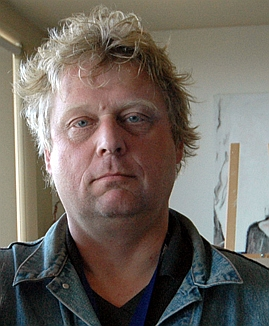
2 de Novembro - Theo van Gogh, cineasta neerlandês (n. 1957).

| Data          | Nome              | Profissão         | Nacionalidade  | Observações | Ref |
| ------------- | ----------------- | ----------------- | -------------- | ----------- | --- |
| 9 de Janeiro  | Rogério Sganzerla | cineasta          | Brasil         | n. 1946     |     |
| 29 de Março   | Peter Ustinov     | ator              | Inglaterra     | n. 1921     |     |
| 5 de Junho    | Ronald Reagan     | ator e político   | Estados Unidos | n. 1911     |     |
| 29 de Junho   | Yara Lins         | atriz             | Brasil         | n. 1930     |     |
| 1 de Julho    | Marlon Brando     | ator              | Estados Unidos | n. 1924     |     |
| 7 de Setembro | Miriam Pires      | atriz             | Brasil         | n. 1927     |     |
| 11 de Outubro | Christopher Reeve | ator e realizador | Estados Unidos | n. 1952     |     |
| 2 de Novembro | Theo van Gogh     | cineasta          | Países Baixos  | n. 1957     |     |